# Cornelis Lely

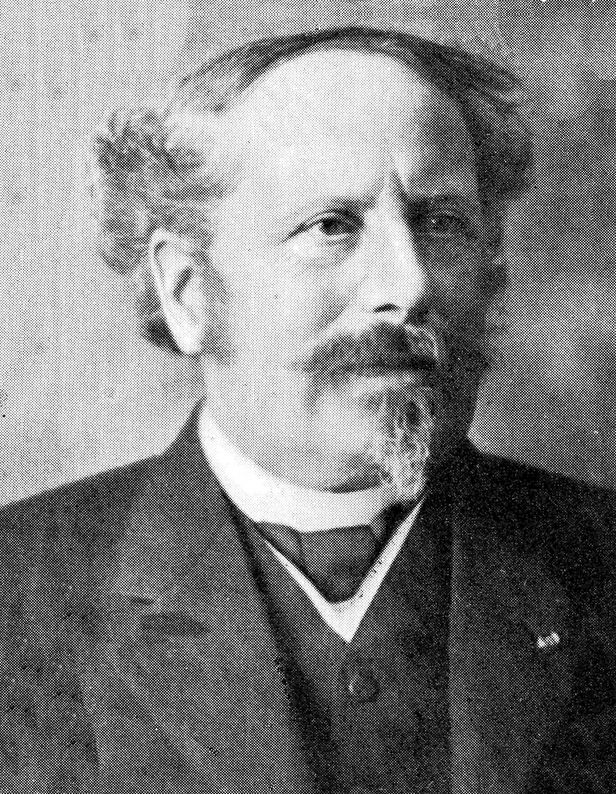
Cornelis Lely, 1913

Cornelis Lely (23. září 1854, Amsterdam – 22. ledna 1929, ’s-Gravenhage) byl nizozemský vodohospodářský inženýr, projektant Zuiderzeewerken a v letech 1902 až 1905 guvernér Surinamu.

## Život
Lely studoval na Technické univerzitě v Delftu. Ta mu také v roce 1907 udělila čestný doktorát.
Lely byl v obdobích 1891–1894, 1897–1901 a 1913–1918 ministrem pro dopravu a vodní hospodářství (Ministerie van Verkeer en Waterstaat).
Byl i členem Královské nizozemské akademie věd.
Jméno Cornelise Lelyho nesou města Lelystad v nizozemské provincii Flevoland a Lelydorp v Surinamu.